# Marco Rivera
Pour l’article homonyme, voir Rivera.
(en) Statistiques sur pro-football-reference
Marco Anthony Rivera (né le 26 avril 1972 à Brooklyn, New York) est un joueur de football américain évoluant au poste d'Offensive guard.

## Récompenses
- Vainqueur du Super Bowl XXXI
- Sélectionné pour disputer le Pro Bowl en 2002, 2003 et 2004.